# E·马里内拉
E. Marinella是由Eugenio Marinella于1914年在那不勒斯创立的意大利领带公司。

## 历史
1914年，欧金尼奥·马里内拉 在那不勒斯开设了一家商店。 在1980年代，由于共和国总统弗朗切斯科·科西嘉 的习惯，马里内拉 这个名字开始在意大利境外登陆。 他过去经常在正式访问中把与五个马里内拉领带的盒子放进去。 作为送给国家元首的礼物。

## 客户
政治家如比尔·克林顿，鲍里斯·叶利钦，西尔维奥·贝卢斯科尼，雅克·希拉克和胡斯尼·穆巴拉克，摩纳哥王子胡安·卡洛斯国王，查尔斯王子，吉安尼·阿涅利和阿尔伯特二世

## 产品
除领带外，该公司还销售男士包，手表，古龙水，配饰和袖扣。

## 另見
- 高級服裝定製